# Савойски
Савойски е село в Западна България. То се намира в община Кюстендил, област Кюстендил.

## География
Село Савойски се намира в планински район.
До 1935 г. селото се е наричало Ат кория.